# Trofeo Heisman
El Trofeo Heisman es el premio que se otorga al mejor jugador de fútbol americano universitario de los Estados Unidos de América. La entrega del trofeo tiene lugar en la Ciudad de Nueva York después de la temporada regular pero antes de los “bowl games.”

## Ganadores
| Año  | Vencedor           | Universidad    | Posición                 |
| ---- | ------------------ | -------------- | ------------------------ |
| 1935 | Jay Berwanger      | Chicago        | Halfback                 |
| 1936 | Larry Kelley       | Yale           | End                      |
| 1937 | Clint Frank        | Yale           | Halfback                 |
| 1938 | Davey O'Brien      | TCU            | Quarterback              |
| 1939 | Nile Kinnick       | Iowa           | Halfback                 |
| 1940 | Tom Harmon         | Michigan       | Halfback                 |
| 1941 | Bruce Smith        | Minnesota      | Halfback                 |
| 1942 | Frank Sinkwich     | Georgia        | Halfback                 |
| 1943 | Angelo Bertelli    | Notre Dame     | Quarterback              |
| 1944 | Les Horvath        | Ohio State     | Quarterback/HB           |
| 1945 | Doc Blanchard      | Army           | Fullback                 |
| 1946 | Glenn Davis        | Army           | Halfback                 |
| 1947 | Johnny Lujack      | Notre Dame     | Quarterback              |
| 1948 | Doak Walker        | SMU            | Halfback                 |
| 1949 | Leon Hart          | Notre Dame     | End                      |
| 1950 | Vic Janowicz       | Ohio State     | Halfback                 |
| 1951 | Dick Kazmaier      | Princeton      | Halfback                 |
| 1952 | Billy Vessels      | Oklahoma       | Halfback                 |
| 1953 | Johnny Lattner     | Notre Dame     | Halfback                 |
| 1954 | Alan Ameche        | Wisconsin      | Fullback                 |
| 1955 | Howard Cassady     | Ohio State     | Halfback                 |
| 1956 | Paul Hornung       | Notre Dame     | Quarterback              |
| 1957 | John David Crow    | Texas A&M      | Halfback                 |
| 1958 | Pete Dawkins       | Army           | Halfback                 |
| 1959 | Billy Cannon       | LSU            | Halfback                 |
| 1960 | Joe Bellino        | Navy           | Halfback                 |
| 1961 | Ernie Davis        | Syracuse       | Halfback                 |
| 1962 | Terry Baker        | Oregon State   | Quarterback              |
| 1963 | Roger Staubach     | Navy           | Quarterback              |
| 1964 | John Huarte        | Notre Dame     | Quarterback              |
| 1965 | Mike Garrett       | USC            | Halfback                 |
| 1966 | Steve Spurrier     | Florida        | Quarterback              |
| 1967 | Gary Beban         | UCLA           | Quarterback              |
| 1968 | O. J. Simpson      | USC            | Halfback                 |
| 1969 | Steve Owens        | Oklahoma       | Halfback                 |
| 1970 | Jim Plunkett       | Stanford       | Quarterback              |
| 1971 | Pat Sullivan       | Auburn         | Quarterback              |
| 1972 | Johnny Rodgers     | Nebraska       | Wide Receiver            |
| 1973 | John Cappelletti   | Penn State     | Running Back             |
| 1974 | Archie Griffin     | Ohio State     | Running Back             |
| 1975 | Archie Griffin     | Ohio State     | Running Back             |
| 1976 | Tony Dorsett       | Pittsburgh     | Running Back             |
| 1977 | Earl Campbell      | Texas          | Running Back             |
| 1978 | Billy Sims         | Oklahoma       | Running Back             |
| 1979 | Charles White      | USC            | Running Back             |
| 1980 | George Rogers      | South Carolina | Running Back             |
| 1981 | Marcus Allen       | USC            | Running Back             |
| 1982 | Herschel Walker    | Georgia        | Running Back             |
| 1983 | Mike Rozier        | Nebraska       | Running Back             |
| 1984 | Doug Flutie        | Boston College | Quarterback              |
| 1985 | Bo Jackson         | Auburn         | Running Back             |
| 1986 | Vinny Testaverde   | Miami          | Quarterback              |
| 1987 | Tim Brown          | Notre Dame     | Wide Receiver            |
| 1988 | Barry Sanders      | Oklahoma State | Running Back             |
| 1989 | Andre Ware         | Houston        | Quarterback              |
| 1990 | Ty Detmer          | BYU            | Quarterback              |
| 1991 | Desmond Howard     | Michigan       | Wide Receiver            |
| 1992 | Gino Torretta      | Miami          | Quarterback              |
| 1993 | Charlie Ward       | Florida State  | Quarterback              |
| 1994 | Rashaan Salaam     | Colorado       | Running Back             |
| 1995 | Eddie George       | Ohio State     | Running Back             |
| 1996 | Danny Wuerffel     | Florida        | Quarterback              |
| 1997 | Charles Woodson    | Michigan       | Defensive Back           |
| 1998 | Ricky Williams     | Texas          | Running Back             |
| 1999 | Ron Dayne          | Wisconsin      | Running Back             |
| 2000 | Chris Weinke       | Florida State  | Quarterback              |
| 2001 | Eric Crouch        | Nebraska       | Quarterback              |
| 2002 | Carson Palmer      | USC            | Quarterback              |
| 2003 | Jason White        | Oklahoma       | Quarterback              |
| 2004 | Matt Leinart       | USC            | Quarterback              |
| 2005 | Reggie Bush        | USC            | Running Back             |
| 2006 | Troy Smith         | Ohio State     | Quarterback              |
| 2007 | Tim Tebow          | Florida        | Quarterback              |
| 2008 | Sam Bradford       | Oklahoma       | Quarterback              |
| 2009 | Mark Ingram        | Alabama        | Running Back             |
| 2010 | Cam Newton         | Auburn         | Quarterback              |
| 2011 | Robert Griffin III | Baylor         | Quarterback              |
| 2012 | Johnny Manziel     | Texas A&M      | Quarterback              |
| 2013 | Jameis Winston     | Florida State  | Quarterback              |
| 2014 | Marcus Mariota     | Oregon         | Quarterback              |
| 2015 | Derrick Henry      | Alabama        | Running Back             |
| 2016 | Lamar Jackson      | Louisville     | Quarterback              |
| 2017 | Baker Mayfield     | Oklahoma       | Quarterback              |
| 2018 | Kyler Murray       | Oklahoma       | Quarterback              |
| 2019 | Joe Burrow         | LSU            | Quarterback              |
| 2020 | DeVonta Smith      | Alabama        | Wide receiver            |
| 2021 | Bryce Young        | Alabama        | Quarterback              |
| 2022 | Caleb Williams     | USC            | Quarterback              |
| 2023 | Jayden Daniels     | LSU            | Quarterback              |
| 2024 | Travis Hunter      | Colorado       | Cornerback/Wide receiver |